# Frederick William Richards Fryer
Frederick William Richards Fryer, född 1845, död den 20 februari 1922, var en brittisk viceguvernör och kommissionär i det tredje anglo-burmesiska kriget. Detta från maj 1897 till april 1903.